# Филиппинская кухня

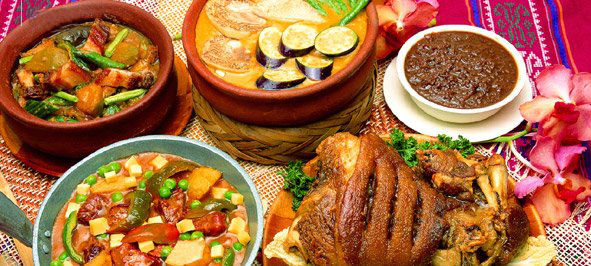
Филиппинская еда

Филиппинская кухня (филипп. Lutuing Pilipino/Pagkaing Pilipino) — национальная кухня южно-азиатского государства Филиппины, многонационального архипелага в Тихом океане.
Отличается обилием рыбы и морепродуктов, популярностью свинины, преимущественным использованием риса и овощей в качестве гарниров, а также гораздо меньшей остротой и жгучестью, чем большинство других азиатских кухонь.

## Основные характеристики
Разнообразнейшая богатая кухня островов сформировалась благодаря невероятному смешению культур и народностей, происходившему здесь за долгие годы становления государства. Сегодня здесь отчетливо можно увидеть следы китайской, арабской, французской, испанской, мексиканской, индийской кулинарных традиций, адаптированных к местным условиям.
В местной кулинарии широко распространено маринование всевозможных продуктов, а также тушение и приготовление на гриле или открытом огне. Большинство блюд достаточно быстры в приготовлении. Принятие пищи начинается с употребления закусок, затем следуют супы, горячие вторые блюда с гарниром, десерты и напитки. Едят здесь традиционно руками, хотя в большинстве современных заведений туристам предложат и европейские, и азиатские столовые приборы.

## Ингредиенты и блюда

### Рис

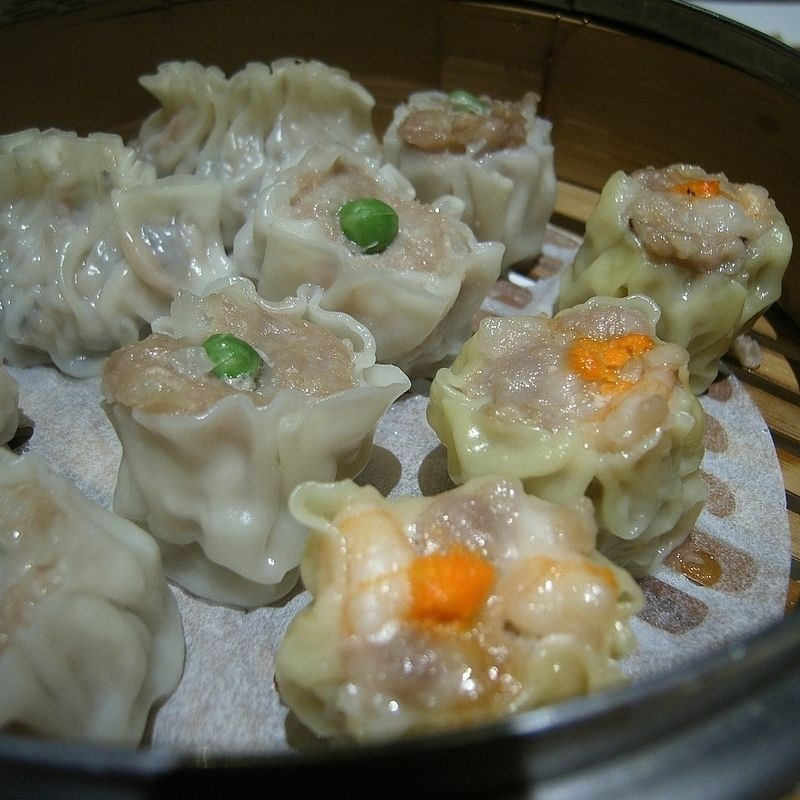
Сиумай

Как и в остальной Азии, белый рис является на Филиппинах не только заменой хлебу, основой множества первых и вторых блюд, но даже составляющей многих десертов (особых пирожных и конфет). Чаще всего используется отварной слабосолёный рис, который подают к рыбе, мясу и птице. Также рис могут жарить с морепродуктами, в холодном виде добавлять в салаты. Из рисовой муки готовят оболочку сиумай (пельменей) и некоторые виды лапши. Распространено блюдо лонтонг, рис, сваренный в обёртке из банановых листьев, а также кетупат — аналогичное блюдо, рис в котором заворачивают в пальмовый лист.

### Лапша и овощи

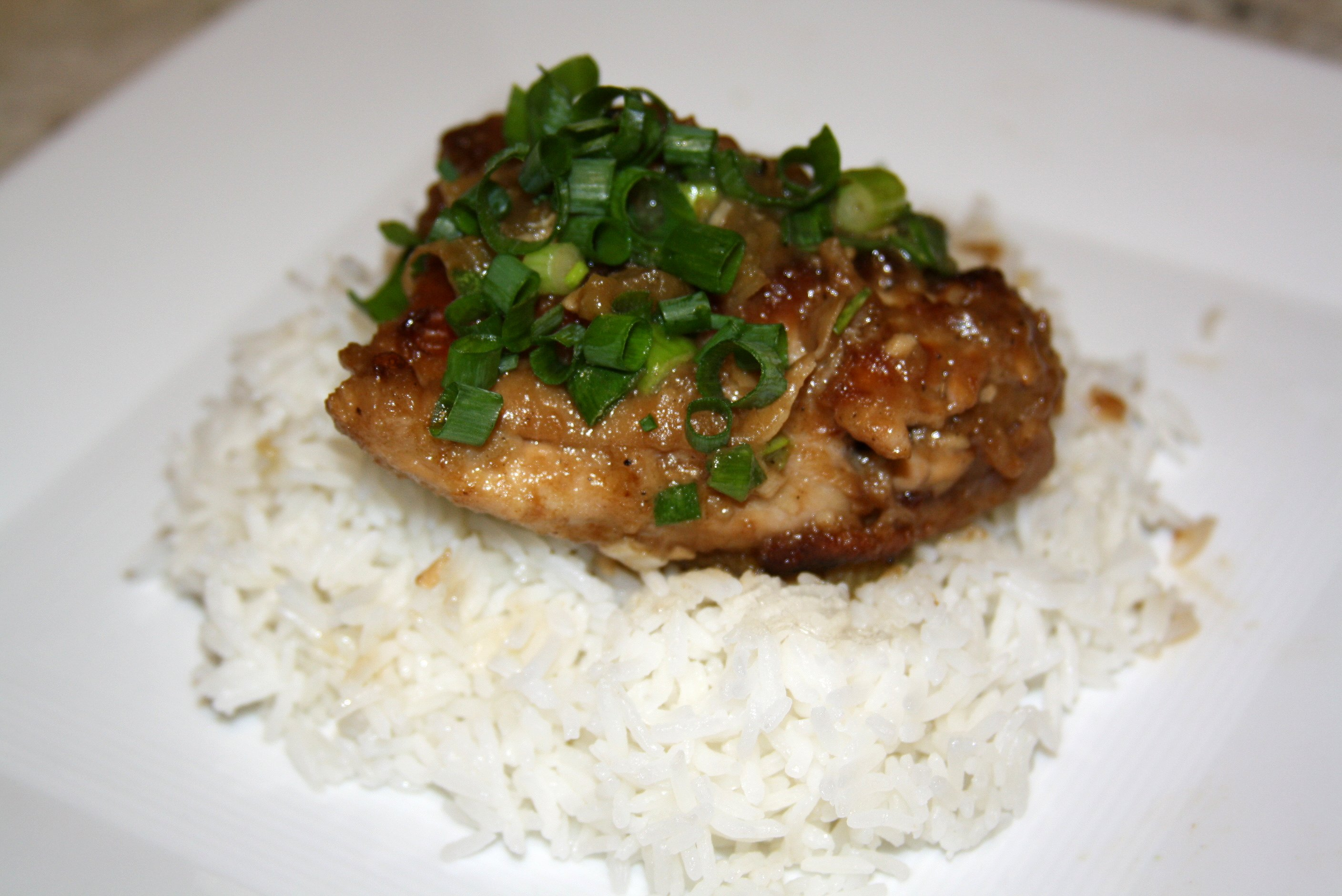
Куриное адобо с рисом

Лапша из пшеничной, рисовой или гречневой муки (сотангон, пансит) — наследие китайской кухни. Её в большом количестве добавляют в местные супы, а пансит — отварная рисовая лапша с соусом и мелко рубленой свининой (курятиной, морепродуктами) — одно из наиболее популярных блюд. Немалой популярностью с середины XX века пользуются филиппинские спагетти — местная адаптация соответствующего вида пасты с соусом болоньезе, которая отличается от своего итальянского прототипа сладким вкусом, достигаемым за счёт использования бананового соуса или коричневого сахара.
Овощи употребляют в сыром виде в салатах, их также отваривают или тушат с добавками в качестве дополнения к основному блюду или ингредиентов супа.

### Рыба и морепродукты
Благодаря географическому расположению государства, рыба и морепродукты широко распространены в филиппинской кухне. Рыбу в домашних условиях обычно готовят на пару или на гриле, а подают на стол с рисом или овощами. Наиболее часто употребляемые на островах виды рыбы: ханос (молочная рыба), морской окунь (лапу-лапу), форель, марлин, тунец, макрель, тилапия, акула и скат. Ловят и употребляют здесь креветок, мидий, осьминогов, крабов, кальмаров.
К рыбным блюдам часто подают ломтики каламондина или недозрелой папайи, а также пряный соус, зелень и рис. Очень популярны рыбные шарики с уксусом.

### Мясо и птица

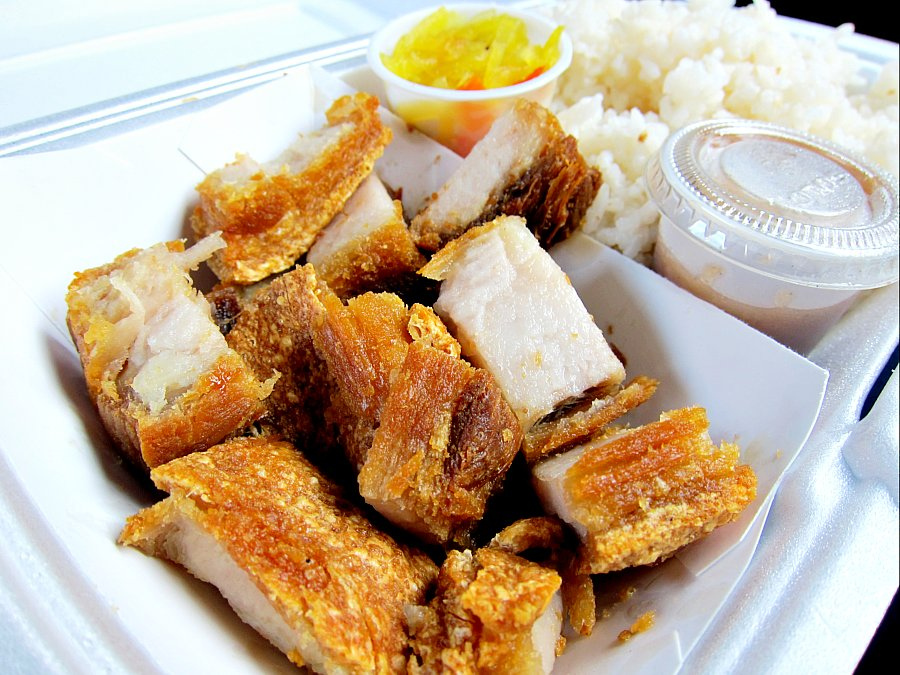
Жареный на вертеле поросёнок, лечон

На Филиппинах популярны и мясные блюда. Причём, благодаря все тому же смешению кулинарных традиций, на архипелаге можно отведать как привычные европейские или азиатские блюда из свинины, говядины и курицы (жареный цыплёнок, куриные ножки, курица-карри, мясо в кисло-сладком соусе, паэлья, суп с мясом и бобами пучеро), так и традиционные местные кушанья вроде адобо, жареной свиной шкуры чичаррон, собачатины (асо), жареного на вертеле молочного поросенка (лечон) или яйца со сформировавшимся зародышем, балют.
В подавляющем большинстве рецептов предусмотрено предварительное измельчение и маринование мяса и птицы в различных соусах и специях.

### Соусы и приправы
Уксус — один из ключевых ингредиентов разнообразных местных соусов, заправок для супов и салатов, а также маринадов. Причём уксуса здесь существует множество видов, приготавливаемых по индивидуальным рецептам. Такой ароматный уксус можно найти на местных рынках.
Помимо уксуса для приправления блюд используют соевый соус, кокосовое молоко, соус карри, сок лайма и каламондинов, чеснок, лук, имбирь, несколько разновидностей перца, арахис, корицу, зелень и др. Кухня Филиппин считается одной из наименее острых среди азиатских.
Пищу на островах готовят преимущественно на пальмовом масле, не подвергая такой интенсивной тепловой обработке, как в большинстве стран Азии.

### Десерты

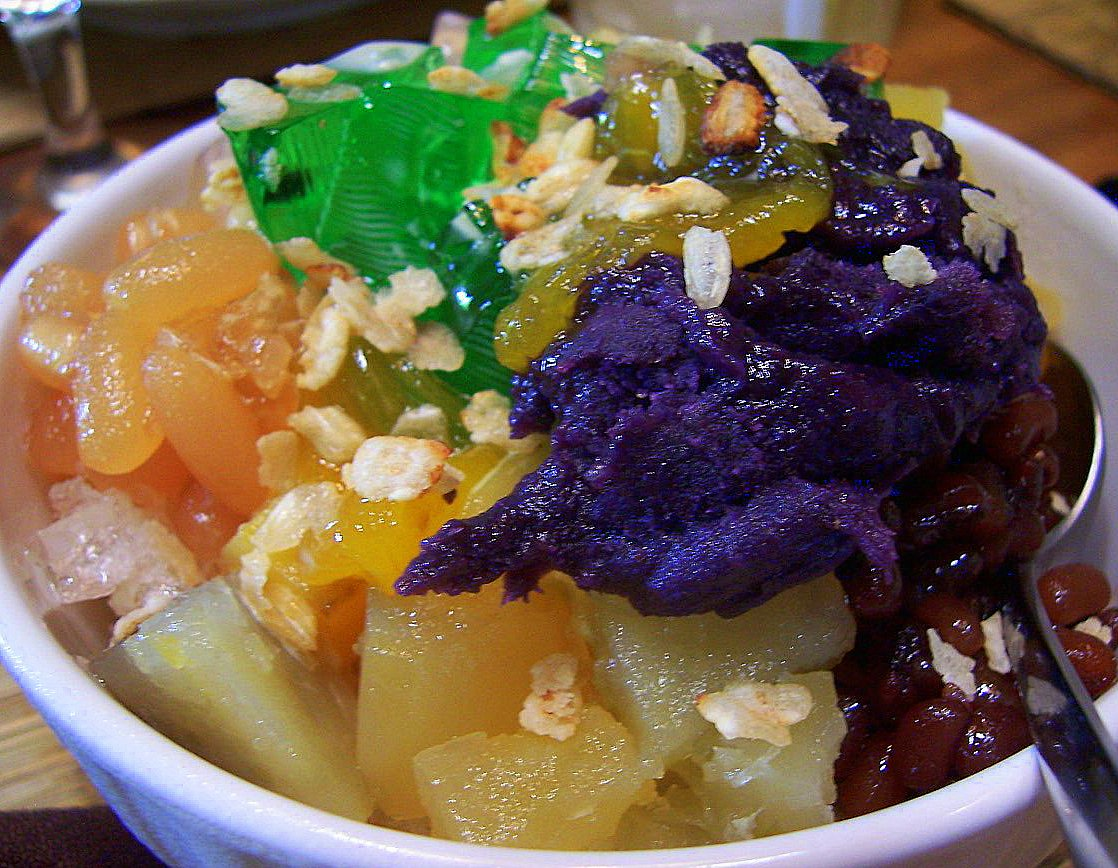
Хало-хало

Десерты на архипелаге в подавляющем большинстве готовятся на основе многочисленных здешних фруктов: бананов, гуавы, ананасов, папайи, манго, азиатского ямса, апельсинов, каламондинов и других. Их едят как сладкие салаты, добавляют в мороженое и желе, делают из них соусы и джемы (кокосовый джем), добавляют в торты и конфеты и так далее. Помимо фруктов, в десертах используют яйца и муку, желатин, кокосовое молоко и мякоть, коричневый сахар, сладкую кукурузу, сердцевину саговой пальмы, рис.
Популярные десерты: хало-хало (мороженое из смеси мякоти фруктов, толчёного льда и сгущёного молока), дульсе де лече, пирог с фруктами, рисовые пирожные (путо, бибинка), десерт из фруктов и кокосового молока гинатаан, конфеты из дуриана, а также выпечка: энсаймада, польворон.

### Напитки
Помимо свежевыжатых соков и кокосового молока на островах большое распространение получили разнообразные лимонады, холодный чай и горячий кофе (особенно его местная разновидность «барако»).
Из алкогольных напитков можно отметить местный ром Tanduay и пиво, а также специфическое пальмовое вино и напиток из сброженного кокосового молока.